# National Catholic Reporter
El National Catholic Reporter (NCR) és un diari dels Estats Units que pretén donar informació independent sobre l'Església Catòlica. Va ser fundat el 1964 pel periodista Robert Hoyt amb l'objectiu de portar els estàndards professionals d'informació periodística a la informació religiosa catòlica.
El NCR es presenta com un diari progressista i «un dels pocs diaris independents per als catòlics i els qui lluiten veritablement independent per als catòlics i el que debaten les complexes qüestions morals i socials de la nostra època».
Entre els autors de la revista hi ha el vaticanista John Allen, el professor de teologia Richard McBrien el bisbe auxiliar Thomas Gumbleton i la monja benedictina Joan Chittister.

## Història
La publicació va ser fundada originàriament com un diari que es publicava setmanalment però des del 2009 es publica quinzenalment. A la dècada de 1960, va ser el primer diari catòlic als Estats Units que va condemnar la guerra de Vietnam. També va parlar obertament del paper de la dona a l'Església. El 1972 va publicar l'encíclica del papa Pius XI escrita el 1938 i que no havia estat publicada, Humani generis unitas, i que atacava l'antisemitisme. Va ser la primera publicació dels Estats Units que va escriure sobre els abusos sexuals comesos per alguns clergues, l'any 1985.
Ha obtingut el premi a l'excel·lència de l'Associació de Premsa Catòlica en la categoria de publicacions de notícies dels Estats Units cada any entre el 2000 i el 2007.